# Парламентские выборы в Кыргызстане (2010)
Выборы депутатов Жогорку Кенеша Кыргызстана состоялись 10 октября 2010 года, все депутаты избирались по партийным спискам. В парламент проходят партии, набравшие больше 5 % голосов и более чем 0,5 % в каждой из семи областей страны.
Партия Ата-Журт получила большинство мест, правящая партия временного правительства заняла второе место, и пророссийская Ар-Намыс («Достоинство») — третье.

## Предыстория
В апреле 2010 года президент Курманбек Бакиев был свергнут в результате переворота, который привёл к власти Временное правительство во главе с Розой Отунбаевой. План реформы и новых выборов был представлен 19 апреля 2010 года.
Граждане на июньском референдуме подавляющим большинством одобрили реформы, в результате которых страна из президентской республики становилась парламентской. Новая конституция позволит парламенту выбрать премьер-министра, а также играть ключевую роль в формировании нового правительства.
Изначально президентские выборы должны были состояться в тот же день. Однако, они были отложены до октября 2011 года, а Отунбаева продолжит быть президентом переходного периода до 31 декабря 2011 года.

## Инициативы гражданского сектора и международных организаций
Крупные неправительственные организации, с начала предвыборной кампании заявили о намерении осуществить долгосрочное и краткосрочное наблюдение за избирательным процессом. Среди основных: Ассоциация «Таза Шайлоо», Коалиция НПО «За демократию и гражданское общество», Альянс либеральной молодёжи «Свободное поколение». Помимо мониторинга, НПО инициировали «правовое просвещение» населения по избирательным правам. Двенадцать молодёжных групп и организаций, объединившись в гражданскую кампанию «За свободные выборы. Докажем делом!», провели во всех областных центрах и городе Бишкек серию образовательных семинаров, встреч и дискуссий, а также транслировали по национальному телевидению тематические ролики.
В Интернете появились специализированные сайты, предназначенные помочь избирателям больше узнать о выборном законодательстве и платформах партий: www.shailoo2010.kg, www.parties.kg
При поддержке международных организаций, разработан и 11 августа 2010 года принят Кодекс этического поведения на выборах, который подписали 26 партий.
В состав Центральной избирательной комиссии вошли пятеро представителей неправительственного сектора.

## Предвыборная кампания
Более 3000 кандидатов от 29 политических партий боролись за 120 мест; по мнению BBC, что ни одна партия не сможет легко набрать большинство, и результат трудно предсказать. Листовки, распространяемые в южных районах страны призвали людей «не терпеть» партий во главе с представителями севера страны, в знак продолжающейся напряжённости после беспорядков на юге Кыргызстана.
Партия Ар-Намыс выступила против новой парламентской системы и заявили, что будут добиваться восстановления старой системы президентского правления. Ата-Журт призывала к возвращению Бакиева из своего изгнания в Белоруссии, а также выступает за возвращение в президентского правления.
Роза Отунбаева обещала соблюдать «дух справедливости и прозрачности». Она также говорила о важности выборов: «… Эти выборы имеют судьбоносное значение для нашего народа и государства. Мы выбираем не просто парламент, мы запускаем новую систему и открываем новой страницы в нашей истории».

## Выборы
На предыдущих выборах, партии претендовали на 90 мест; эта доля была увеличена до 120 после референдума по изменению конституции.
За ходом выборов наблюдали 850 международных наблюдателей из 32 организаций, в том числе 300 наблюдателей от ОБСЕ.
Явка избирателей была достаточно большой, особенно в Оше.

## Результаты
| Партии                                    | Голоса  | % голосовавших | % имеющих право голоса | Места |
| ----------------------------------------- | ------- | -------------- | ---------------------- | ----- |
| Ата-Журт                                  | 266 923 | 16,10 %        | 8,89 %                 | 28    |
| Социал-демократическая партия Кыргызстана | 241 528 | 14,55 %        | 8,04 %                 | 26    |
| Ар-Намыс                                  | 232 682 | 14,02 %        | 7,74 %                 | 25    |
| Республика                                | 217 601 | 13,12 %        | 7,24 %                 | 23    |
| Ата Мекен                                 | 168 218 | 10,13 %        | 5,60 %                 | 18    |
| Бутун Кыргызстан                          | 145 455 | 8,76 %         | 4,84 %                 | —     |
| Акшумкар                                  | 78 952  | 4,76 %         | 2,63 %                 | —     |
| Замандаш                                  | 63 435  | 3,82 %         | 2,11 %                 | —     |
| Другие партии                             | 244 703 | 14,74 %        | 7,77 %                 | —     |
| Не голосовали/испорчены бланки            |         |                | 45,14 %                | —     |
| Всего                                     |         | 100,00 %       | 100,00 %               | 120   |
| Явка:1 679 538 (55,90 %)                  |         |                |                        |       |

Согласно статье 77 Кодекса о выборах Республики Кыргызстан, порог для выделения мест составляет пять процентов от общего числа голосов всех, внесённых в списки избирателей. По этой причине только пять партий («Атажурт», СДПК, «Ар-Намыс», «Республика» и «Атамекен») получили места в парламенте. Шестая партия, Бутун Кыргызстан, набравшая более пяти процентов голосов, не достигла пяти процентов голосов от общего числа имеющих право голоса и поэтому не прошла в парламент.
Статья 77 также требует от сторон, чтобы набрать хотя бы 0,5 % голосов от общего числа избирателей в каждой области Кыргызстана, а также городах Бишкек и Ош. Хотя Атажурт получил множество голосов, особенно на юге, в избирательной комиссии сказали, что они едва преодолели 0,5 % барьер в Бишкеке и Чуйской области.